# كيسي بوند
كيسي بوند (بالإنجليزية: Casey Bond)‏ هو لاعب كرة قاعدة وممثل أمريكي، ولد في 5 أكتوبر 1984 في الولايات المتحدة.

## أعمال

### أفلام
- (2011) كرة المال[4]

## وصلات خارجية
- كيسي بوند على موقعبيزبول رفرنس.كوم (الدوري الثانوي) (الإنجليزية)

- كيسي بوند على موقع IMDb (الإنجليزية)
- كيسي بوند على موقع قاعدة بيانات الفيلم (الإنجليزية)